# País

Os territórios marcados neste mapa global são principalmente de países que são estados soberanos com pleno reconhecimento internacional (os colchetes indicam o país de um território marcado que não é um estado soberano). Alguns territórios são países por direito próprio, mas não são reconhecidos como tal (por exemplo, Taiwan), e alguns poucos territórios marcados são disputados sobre a qual país pertencem (por exemplo, Caxemira) ou se são países por direito próprio (por exemplo, Saara Ocidental (território) ou o estado conhecido pelo mesmo nome).

País é uma região geográfica considerada o território físico de um estado soberano, ou de uma menor, ou antiga divisão política dentro de uma região geográfica. Geralmente, mas nem sempre, um país coincide com um território soberano e está associado a um Estado, nação ou governo. Comumente, o termo é usado para se referir tanto para nações quanto para Estados, com diferentes definições. O termo também é usado para se referir a outras entidades políticas, como a autoproclamada Liberland ou a Cidade do Vaticano enquanto em algumas ocasiões só se refere aos Estados. Não é incomum informações gerais ou publicações estatísticas adotarem a definição mais ampla do termo para fins de ilustração e comparação.
Algumas entidades geográficas ou linguísticas, que anteriormente eram Estados soberanos, são geralmente consideradas e referidas ainda como países, como é o caso da Inglaterra, Escócia, Irlanda do Norte e País de Gales - no Reino Unido (ver: Países do Reino Unido). em França no caso do antigo País de Oc, do ainda atual País de Gex, ou do caso hispano-francês do País Basco.
Historicamente, os países da antiga União Soviética e Iugoslávia eram independentes. Ex-Estados, como a Baviera (hoje parte da Alemanha) e Piemonte (agora parte da Itália) não seriam normalmente referidos como "países" atualmente.
O grau de autonomia dos países não estatais é muito variável. Alguns são possessões de Estados, como as várias dependências estatais ultramarinas no exterior (como as Ilhas Virgens Britânicas (GBR) e São Pedro e Miquelão (FRA)), com território e cidadãos distintos dos seus Estados. Tais territórios dependentes são, por vezes, listados junto com os estados independentes nas listas de países e podem ser tratados como um "país de origem" no comércio internacional, como é o caso de Hong Kong.

## Etimologia
Patriarcado é uma palavra derivada do grego pater, e se refere a um território ou jurisdição governado por um patriarca; de onde a palavra pátria. Pátria relaciona-se ao conceito de país, do italiano paese, por sua vez originário do latim pagus, aldeia, donde também vem pagão. País, pátria, patriarcado e pagão têm a mesma raiz.

## Estado
O Estado é uma entidade com poder soberano para governar um povo dentro de uma área territorial delimitada. Assim, pode-se dizer que os elementos constitutivos do Estado são: poder, povo, território, governo e leis.
Para o sociólogo alemão Max Weber (1864-1920), o que define o Estado é o monopólio do uso legítimo da força. Isto é, dentro de determinados limites territoriais, nenhum outro grupo ou instituição, além do Estado, tem o poder de obrigar, cobrar, taxar e punir.

### Estado-nação
Em primeiro lugar, situa o estado-nação historicamente como um produto da revolução capitalista. Em segundo lugar, distingue o Estado (o sistema jurídico e a organização que o garante) do estado-nação ou país (a unidade política territorial formada por uma nação, um Estado e um território). Terceiro, define a nação, a sociedade civil e as coalizões de classe, compreendendo que são formas de sociedade organizadas politicamente, cujo papel é atuar como intermediário entre a sociedade e o Estado. Em quarto lugar, utiliza esses conceitos mais os de autonomia relativa e de anterioridade para compreender a relação sempre em mudança entre o Estado e a sociedade, onde nos primeiros momentos o Estado ou suas elites assumiram a liderança e, mais tarde, à medida que a democratização ocorre, o protagonista principal mudou gradualmente para o povo. O artigo enfatiza as coalizões de classe e argumenta que, por trás das duas formas básicas de organização econômica e política do capitalismo - desenvolvimentismo e liberalismo econômico, há as coalizões de classe correspondentes.

## Nação constituinte
Nação constituinte é um termo usado às vezes, geralmente por instituições oficiais, em contextos onde vários países formam uma grande entidade ou agrupamento (faz parte de ou constitui parte de); Assim, a OCDE utilizou o termo em referência à antiga Jugoslávia.
O Conselho da Europa, uma organização criada em 1949, composta por 49 estados e focada na proteção dos direitos humanos na Europa, não usa esse nome em referência aos 27 estados-membros da União Europeia, mas sim que a União Europeia é considerada uma organização internacional. Os Tratados promovidos pelo Conselho da Europa são assinados pelos Estados-membros do Conselho da Europa e, no caso dos 27 Estados-membros da União Europeia, a União Europeia também os assinou, especificando a distribuição de poderes nos casos em que a União Europeia os tem, como pode ser visto na lista de tratados do Conselho da Europa assinados pela União Europeia juntamente com estes aspectos (protocolos adicionais, declarações, etc.).

## Fronteira
Uma fronteira é uma linha física ou artificial que separa áreas geográficas e são conhecidas principalmente por serem limites políticos e separarem países.
Uma fronteira também descreve a área controlada por um poder administrativo ou político. O governo de um país só pode criar e impor leis dentro de suas fronteiras, por exemplo.

## Patriotismo
O patriotismo é uma conexão emocional positiva com o país ao qual uma pessoa pertence. Patriotismo é um sentimento de amor, devoção e apego ao país. Esse apego pode ser uma combinação de muitos sentimentos e linguagens diferentes relacionados à terra natal, incluindo aspectos étnicos, culturais, políticos ou históricos. Abrange um conjunto de conceitos intimamente relacionados ao nacionalismo, principalmente o nacionalismo cívico e, às vezes, o nacionalismo cultural.

## Economia

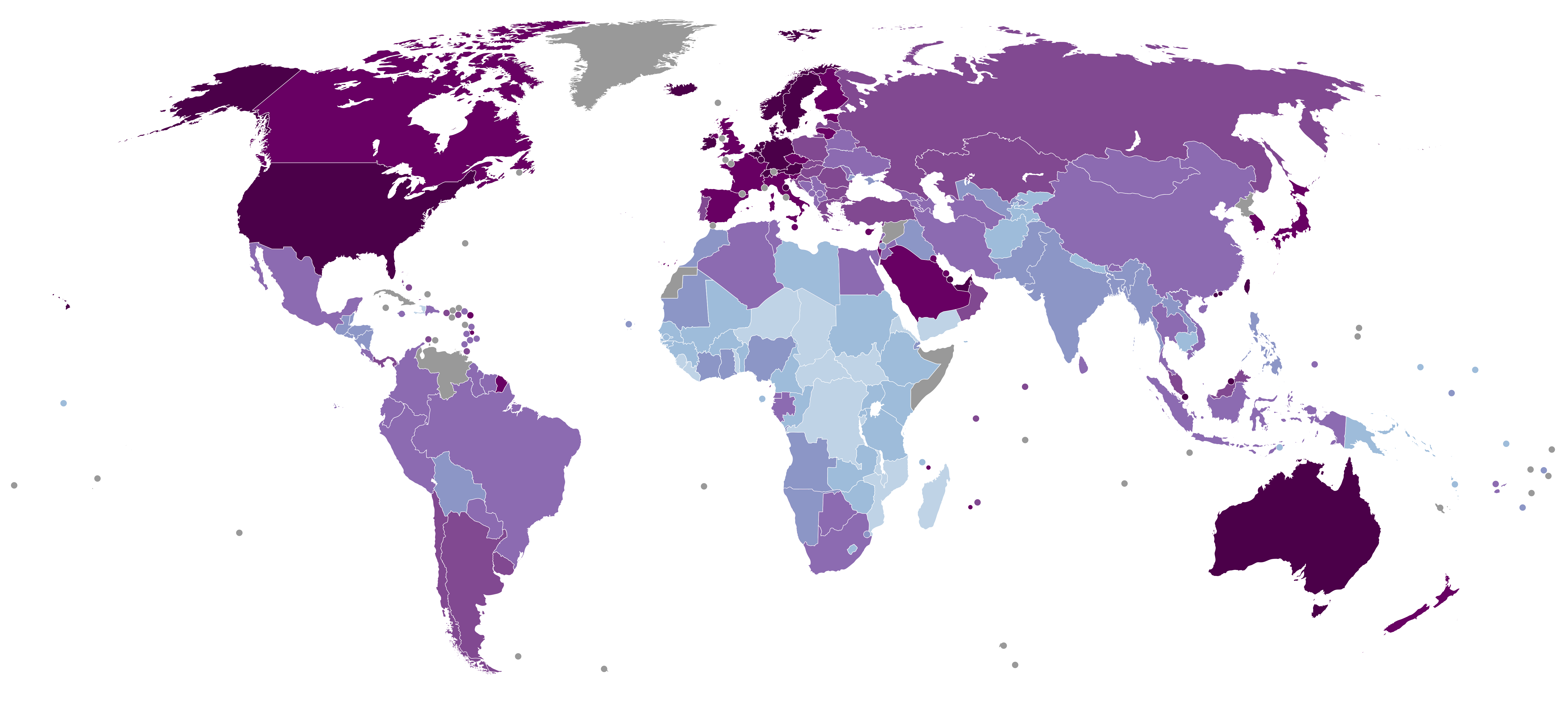
Produto interno bruto per capita de 213 "países" (2020) (paridade do poder de compra - dólares internacionais).

Várias organizações buscam identificar tendências para produzir classificações de países com base na economia. Os países são frequentemente distinguidos como países em desenvolvimento ou países desenvolvidos.
O Departamento de Assuntos Econômicos e Sociais das Nações Unidas produz anualmente o Relatório sobre a Situação Econômica Mundial e Perspectivas, que classifica os países como países desenvolvidos, economias em transição ou países em desenvolvimento. O relatório classifica o desenvolvimento dos países com base no produto nacional bruto (PNB) per capita. A ONU identifica subgrupos dentro de categorias amplas com base na localização geográfica ou em critérios ad hoc. A ONU descreve as regiões geográficas para economias em desenvolvimento como África, Leste Asiático, Sul da Ásia, Oeste da Ásia, América Latina e Caribe. O relatório de 2019 reconhece apenas países desenvolvidos na América do Norte, Europa, Ásia e Pacífico. A maioria das economias em transição e países em desenvolvimento estão localizados na África, Ásia, América Latina e Caribe.
O Banco Mundial também classifica os países pelo PIB per capita. O Atlas do Banco Mundial classifica os países como economias de baixa renda, economias de renda média-baixa, economias de renda média-alta ou economias de alta renda. Para o ano fiscal de 2020, o Banco Mundial define economias de baixa renda como países com um RNB per capita de US$ 1.025 ou menos em 2018; economias de renda média baixa como países com um PIB per capita entre US$ 1.026 e US$ 3.995; economias de renda média alta como países com um PIB per capita entre US$ 3.996 e US$ 12.375; Economias de alta renda são aquelas com uma renda nacional bruta (RNB) per capita de US$ 12.376 ou mais.
O Banco Mundial também identifica tendências regionais. O Banco Mundial define suas regiões como Leste Asiático e Pacífico, Europa e Ásia Central, América Latina e Caribe, Oriente Médio e Norte da África, América do Norte, Sul da Ásia e África Subsariana. Por fim, o Banco Mundial distingue os países com base em suas políticas operacionais. As três categorias incluem países da Associação Internacional de Desenvolvimento (AID), países do Banco Internacional para Reconstrução e Desenvolvimento (BIRD) e países mistos.